# 심재륜
심재륜(沈在淪, 1944년 1월 5일 ~ )은 제37대 대전지검장, 제38대 광주지검장, 제12대 인천지검장을 거쳐 제15대 대검찰청 중앙수사부장(중수부장)을 지낸 대한민국의 법조인이다. 이후, 제28대 대구고검장, 제13대 부산고검장 등을 지냈다. 족보명은 심재황(沈載晃)이다. 

## 학력
- 1962년 서울고등학교 졸업
- 1966년 서울대학교 법과대학 학사
- 1969년 서울대학교 사법대학원(현재의 사법연수원) 석사 수석 출신[1]

## 경력
- 1967년 제7회 사법고시 합격(차석)[2]
- 1975년 법무부 인권과장
- 1981년 대검찰청 검찰연구관
- 1982년 부산지방검찰청 밀양지청 지청장
- 1983년 부산지방검찰청 부장
- 1985년 대검찰청 감찰제1과장
- 1986년 대검찰청 중앙수사제2과장
- 1987년 법무부 법무심의관
- 1988년 서울중앙지방검찰청 특수제1부장
- 1990년 서울중앙지방검찰청 초대 강력부장
- 1990년 대전지방검찰청 차장
- 1991년 서울중앙지방검찰청 남부지청 차장 (現 서울남부지방검찰청 차장)
- 1992년 서울중앙지방검찰청 제3차장
- 1993년 대전고등검찰청 차장
- 1993년 대검찰청 감찰부장
- 1993년 대검찰청 강력부장
- 1994년 9월 16일 ~ 1995년 9월 19일 제37대 대전지방검찰청 검사장
- 1995년 9월 20일 ~ 1997년 1월 22일 제38대 광주지방검찰청 검사장
- 1997년 1월 23일 ~ 1997년 3월 23일 제12대 인천지방검찰청 검사장
- 1997년 3월 24일 ~ 1997년 8월 13일 제15대 대검찰청 중앙수사부장(중수부장)[3]
- 1997년 8월 14일 ~ 1999년 2월 4일 제28대 대구고등검찰청 검사장
- 2001년 대검찰청 무보직 고등검사장
- 2001년 10월 21일 ~ 2002년 1월 21일 제13대 부산고등검찰청 검사장
- 2002년~ 심재륜 법률사무소 변호사 (대기업의 사외이사, 대형로펌의 고문 겸임)

## 평가
- 1990년 서울지검 초대 강력부장 시절에는 국내 최대의 폭력조직으로 알려졌던 서방파 두목 김태촌 씨를 구속하는 등 폭력조직 소탕에 상당한 실적을 올렸다.[4][5]

- 검찰재직시절 주로 특수수사 분야에서 일하면서, 사회적 이목이 집중된 사건에서 정치권이나 검찰수뇌부의 눈치를 보지 않고, 수사를 밀고나간 것으로 유명하다.

- 1997년 한보사건 재수사를 계기로, 대검 중수부장에 발탁되자, '국민이 뽑아준 중수부장' 이라며, 집권세력의 반대를 뿌리치고, 김영삼 대통령의 차남 김현철씨를 전격 구속하면서, 국민들의 전폭적인 지지를 받으며, 일약 '국민검사' 로 불렸다.[6][7]

## 상훈
- 대법원장상
- 홍조근정훈장

## 가계
- 14대조 : 심의겸 - 서인의 초대 영수 · 병조판서 · 청양군
  - 증조부 : 심성택
    - 조부 : 심상건
      - 아버지 : 심호섭 - 교장
        - 본인 : 심재황(沈載晃) - 심재륜(沈在淪)으로 개명
        - 부인 : 공경혜 - 서울대학교 대학원 석사, 한양대학교 강사

## 같이 보기
- 심의겸
- 경창군
- 심성택
- 심상명
- 김태촌
- 김현철
- 김태정
- 심명필
- 심재철
- 심우정